# Мауро Брессан
Мауро Брессан (італ. Mauro Bressan; нар. 5 січня 1971, Вальдобб'ядене) — італійський футболіст, що грав на позиції півзахисника.

## Ігрова кар'єра
Народився 5 січня 1971 року в місті Вальдобб'ядене. Вихованець юнацьких команд футбольних клубів «Відор» і «Монтебеллуна», а також академії «Мілана».
У дорослому футболі дебютував ще 1988 року виступами за головну команду нижчолігової «Монтебеллуни». Пройшовши ж підготовку в академії «Мілана» і не отримавши шансу пробитися до його основи, 1991 року став гравцем третьолігової «Перуджі», за команду якої утім також не заграв і звідки того ж року перейшов до «Комо».
Після трьох досить успішних сезонів у «Комо» 1994 року був запрошений до «Фоджі», у складі якої дебютував у Серії A, провівши за сезон 32 гри у найвищому дивізіоні країни.
Згодом протягом 1995—1999 грав за вищолігові «Кальярі» та «Барі», після чого приєднався до «Фіорентини». Відіграв за «фіалок» ще два сезони в Серії A. Більшість часу, проведеного у складі «Фіорентини», був основним гравцем команди. У розіграші 2000/01 виборов титул володаря Кубка Італії. Також граючи за флорентійську команду увійшов до історії Ліги чемпіонів УЄФА як автор одного з найвидовищніших голів в історії турніру. 2 листопада 1999 року у грі групового етапу змагання проти «Барселони» наважився на удар у падінні через себе з-поза меж карного майданчика, влучивши у верхній кут воріт суперника.
У першій половині 2000-х також грав за «Венецію», «Дженоа» та «Комо», а завершував ігрову кар'єру у Швейцарії де протягом 2005—2009 грав за «Лугано» та «К'яссо».

## Подальше життя
Завершивши ігрову кар'єру, став спортивним менеджером. 2011 року був звинувачений в участі у злочинній організації, пов'язаній з договірними матчами, у результаті розслідування був покараний відстороненням від будь-якої пов'язаної з футболом діяльності на три з половиною роки.
Згодом у 2018 році став співзасновником футбольної академії для діте 6-14 років.

## Титули і досягнення
- Володар Кубка Італії (1):

«Фіорентина»: 2000–2001